# Godfried Van Den Boer
Godfriedus "Frits" Hendrik Sebastiaan Van Den Boer (ur. 8 maja 1934 w Lommel – zm. 6 sierpnia 2012) – belgijski piłkarz grający na pozycji ofensywnego pomocnika. Był reprezentantem Belgii.

## Kariera klubowa
Swoją karierę piłkarską Van Den Boer rozpoczął w klubie RSC Anderlecht, w którym w sezonie 1958/1959 zadebiutował w pierwszej lidze belgijskiej i grał w nim do 1961 roku. W debiutanckim sezonie został z nim mistrzem Belgii, a w sezonie 1959/1960 wywalczył wicemistrzostwo tego kraju. W latach 1961–1968 występował w Sint-Truidense VV, w którym w sezonie 1965/1966 został wicemistrzem Belgii. W sezonie 1968/1969 grał w Royalu Antwerp, a w latach 1969-1971 w EVV Eindhoven, w którym zakończył karierę.

## Kariera reprezentacyjna
W reprezentacji Belgii Van Den Boer zadebiutował 1 marca 1959 w zremisowanym 2:2 towarzyskim meczu z Francją, rozegranym w Colombes. Od 1959 do 1966 rozegrał w kadrze narodowej 7 meczów i strzelił 2 gole.